# Justa Grata Honória
Justa Grata Honória (em latim: Iusta Grata Honoria), conhecida apenas por Honória foi irmã do imperador Valentiniano III e tornou-se conhecida por ter, supostamente, enviado uma carta e um anel para Átila, pedindo-lhe auxílio, sendo que o rei dos Hunos interpretou o anel como uma promessa de noivado. Honória já se encontrava noiva de Flávio Basso Herculano (um senador romano que era leal ao imperador Valentiniano), contra sua vontade, depois da execução do seu amante, o mordomo Eugênio.